# Euthysana
Euthysana là một chi bướm đêm thuộc họ Geometridae.